# 中寧県
中寧県（ちゅうねい-けん）は中華人民共和国寧夏回族自治区中衛市に位置する県。

## 歴史
1933年（民国22年）、寧夏省政府民政庁より行政統治の利便性向上を理由に中衛県分割の上奏が提出され、黄河南岸に寧安県を設置することが提案された。しかし黒竜江省に寧安県が存在したことから重複名称を回避すべく「中衛」と「寧安」の二文字を採り中寧県が設置された。
しかし黄河を境界とすることには中衛県郷紳より反対意見が提出され、南は山河橋、北は勝金関が境界線と定められた。

## 行政区画
- 鎮:寧安鎮、鳴沙鎮、石空鎮、新堡鎮、恩和鎮、大戦場鎮
- 郷:舟塔郷、白馬郷、余丁郷、喊叫水郷、徐套郷、太陽梁郷